# Lillix
I Lillix sono stati un gruppo musicale pop rock canadese formatosi nel 1997 col nome Tigerlily, poi cambiato nel 2001.

## Storia del gruppo
Il gruppo è originario di Cranbrook (Columbia Britannica) e si è formato nel 1997; la formazione originale era costituita da sole ragazze e si faceva chiamare Tigerlily. Il nome Lillix è stato scelto nel 2001. Nel maggio 2003 è uscito il primo album in studio, che contiene una cover dei The Romantics (What I Like About You) inserita anche nelle colonne sonore dei film 30 anni in 1 secondo e Quel pazzo venerdì.
Nell'ambito dei Juno Awards 2004 il gruppo ha ricevuto due candidature.
Nell'agosto 2006 è uscito il secondo album Inside the Hollow, seguito da Tigerlily (agosto 2010).

## Formazione
- Tasha-Ray Evin - chitarra
- Lacey-Lee Evin - tastiere
- Eric Hoodicoff
- Cameron Brass
- Alex Varon

Ex membri
- Louise Burns - basso
- Ashley Grobell
- Sierra Hills - batteria
- Kim Urhahn - batteria
- Alicia Warrington - batteria
- Scott Thompson - basso

## Discografia
- 2003 - Falling Uphill
- 2006 - Inside the Hollow
- 2010 - Tigerlily